# Paula Burlamaqui

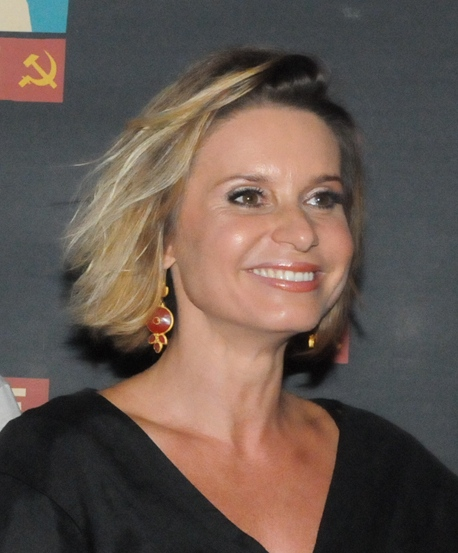
Paula Burlamaqui (2012)

Paula Burlamaqui (anhörenⓘ; geb. am 2. Februar 1967 in Rio de Janeiro) ist eine brasilianische Schauspielerin und Filmproduzentin. 1992 spielte sie in der auch außerhalb Brasiliens bekannten Fernsehserie Die Geschichte der O. Burlamaqui wirkte in mehr als 40 Produktionen als Schauspielerin mit und arbeitete zweimal als Produzentin. Ihr schauspielerisches Schaffen seit 1987 umfasst mehr als 40 Produktionen.

## Filmografie (Auswahl)
- 1990: Barriga de Aluguel
- 1992: Die Geschichte der O (Fernsehserie)
- 1992: Pedra sobre Pedra
- 1993: O Mapa da Mina
- 1995: Explode Coração
- 2000: O Circo das Qualidades Humanas
- 2000: Uga-Uga
- 2002: Sabor da Paixão
- 2005: América
- 2006: O Profeta
- 2008: Faça Sua História
- 2008: A Favorita
- 2009: Cama de Gato
- 2011: Cordel Encantado
- 2012: Avenida Brasil
- 2013: Joia Rara
- 2015: A Regra do Jogo